# Shwedagon

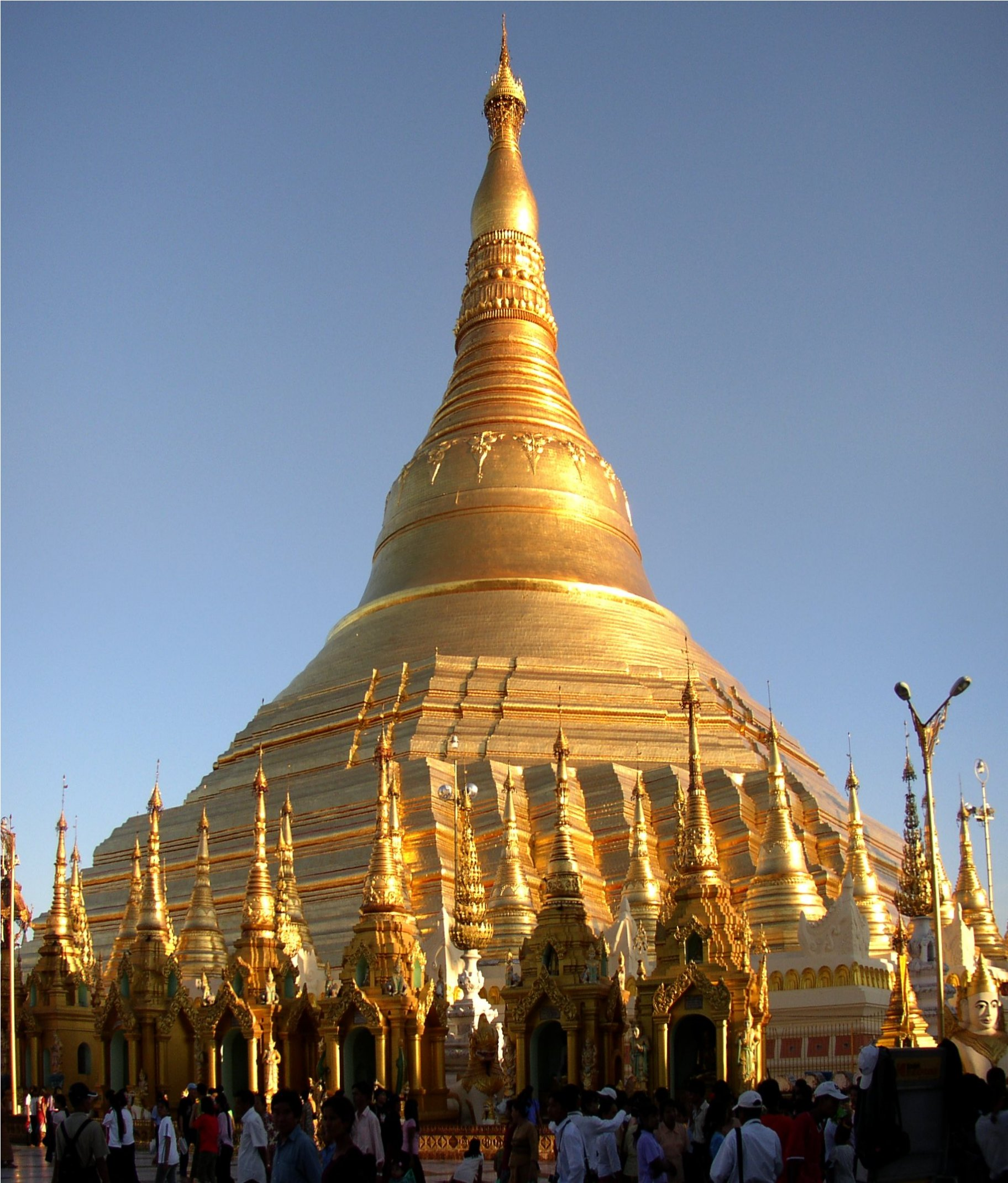
Shwedagon-Stupa

Der Shwedagon, auch Shwedagon-Paya (Aussprache [ʃwèdəgòun]; MLC-Transkription: hrwe ti. gum. bhu. ra: – ʃwèdəgòun pʰəjá; offizieller Name Shwedagon Zedi Daw – ʃwèdəgòun zèdìdɔ̀; birmanisch ရွှေတိဂုံစေတီတော်; BGN/PCGN: shwedigônzedidaw) ist der wichtigste Sakralbau und das religiöse Zentrum Myanmars in Rangun. Er gilt als Wahrzeichen des ganzen Landes und ist einer der berühmtesten Stupas der Welt. Erbaut auf dem stark befestigten und mit zwei Terrassen geschmückten Singuttara-Hügel, dem südlichsten Ausläufer der Pegu-Joma-Bergkette, überragt das Bauwerk die größte Stadt des Landes.

## Geschichte
Der Legende nach ist die Shwedagon-Pagode mehr als 2500 Jahre alt. Aufzeichnungen buddhistischer Mönche bezeugen, dass die Pagode bereits vor dem Tod des historischen Buddha Siddhartha Gautama im Jahre 486 v. Chr. erbaut wurde. Die Legende der Shwedagon-Pagode beginnt mit den zwei Brüdern Taphussa and Bhallika, Händlern aus dem Staat Ramanya und die ersten beiden Schüler Buddha Gautamas, die von ihm acht seiner Kopfhaare erhielten. Die beiden Brüder zogen daraufhin nach Burma, wo sie mit Hilfe des Königs Okkalapa auf dem Singuttara-Berg eine zehn Meter hohe Pagode bauten, in der die acht Haare in einer goldenen Schatulle eingemauert werden sollten.

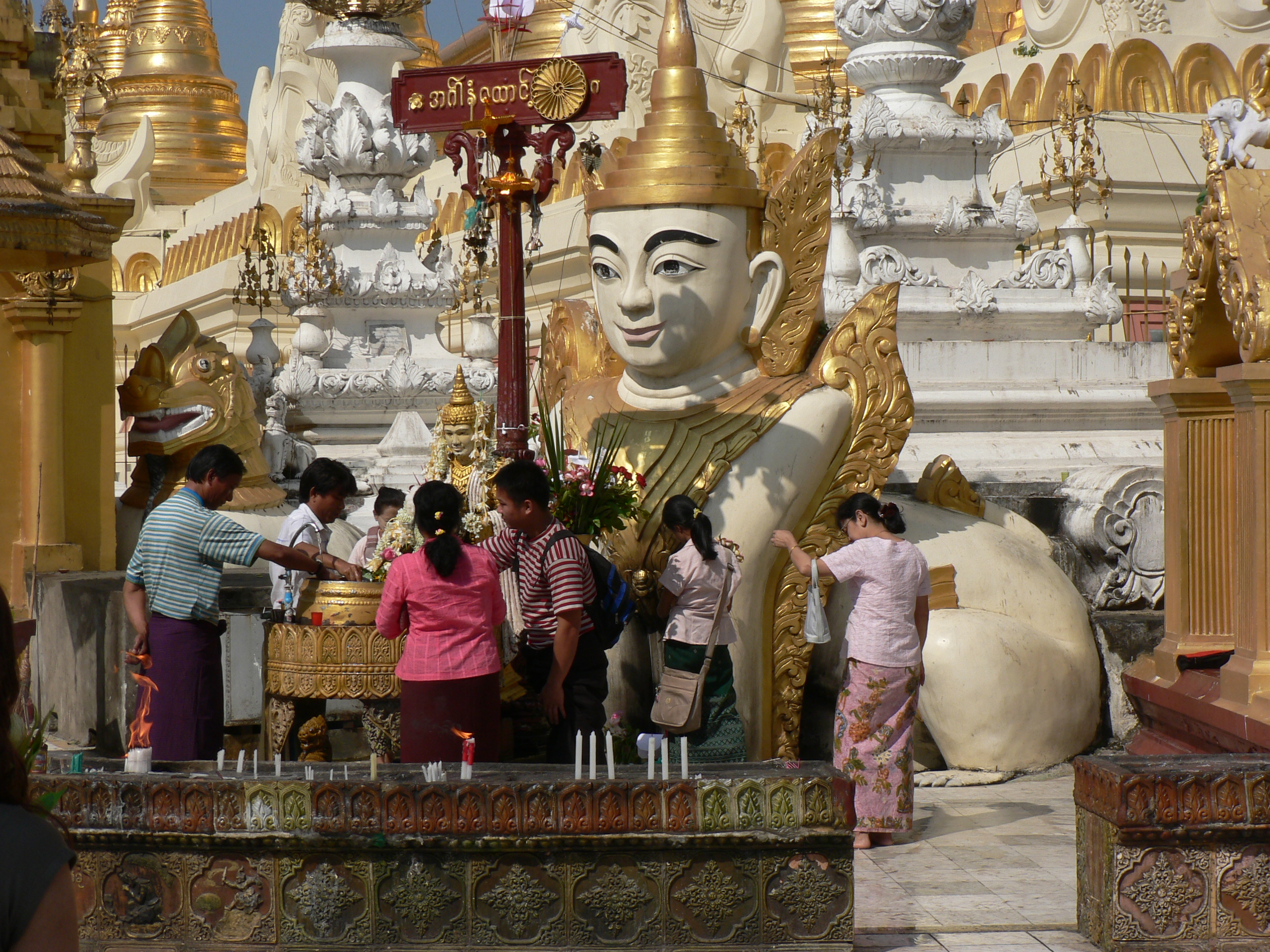
Verehrung

Archäologen glauben, dass der Stupa zwischen dem 6. und 10. Jahrhundert durch das Volk der Mon erbaut wurde, aber diese Datierung ist umstritten. Möglicherweise verfiel der Stupa im Lauf der nächsten Jahrhunderte. Die ersten halbwegs glaubwürdigen Berichte über den Stupa stammen vom Ende des 14. Jahrhunderts, als der Mon-König Binnya U von Pegu im Jahr 1372 die Pagode (wieder) errichtete und auf eine Höhe von 18 Metern vergrößerte. Ende des 15. Jahrhunderts erweiterte König Binyagyan die Pagode auf eine Höhe von 90 Metern. Seine Nachfolgerin, Königin Shinsawbu (reg. 1453–1472), gab der Pagode ihr heutiges Erscheinungsbild. Ihre jetzige Höhe von 98 Metern erreichte die Shwedagon unter König Hsinbyushin aus Ava im Jahre 1774. Die Königin selbst stiftete ihr Körpergewicht in Gold für die Verkleidung der Pagode. Im Laufe der Jahrhunderte wurde sie mit Gold und Edelsteinen reich verziert und überall mit Glocken behängt.
Die Shwedagon-Pagode wurde im Laufe der Jahrhunderte mehrmals von schweren Erdbeben beschädigt. Die schlimmsten Schäden entstanden durch das Erdbeben von 1768, bei dem die Spitze des Stupa einstürzte. Ein neuer Hti (Ehrenschirm an der Spitze) wurde von König Mindon Min im Jahr 1871 nach der Annexion von Zentralburma durch das British Empire gespendet. Ein weiteres, nicht so schweres Erdbeben im Oktober 1970 beschädigte den Hti stark.
Auch für die burmanische Freiheitsbewegung ist die Shwedagon ein wichtiger Ort. 1920 war die Shwedagon-Pagode Mittelpunkt der Studentenrevolte gegen die britische Kolonialregierung. Auch die Oppositionsführerin und Friedensnobelpreisträgerin Aung San Suu Kyi hielt hier ihre erste öffentliche Rede.

## Architektur

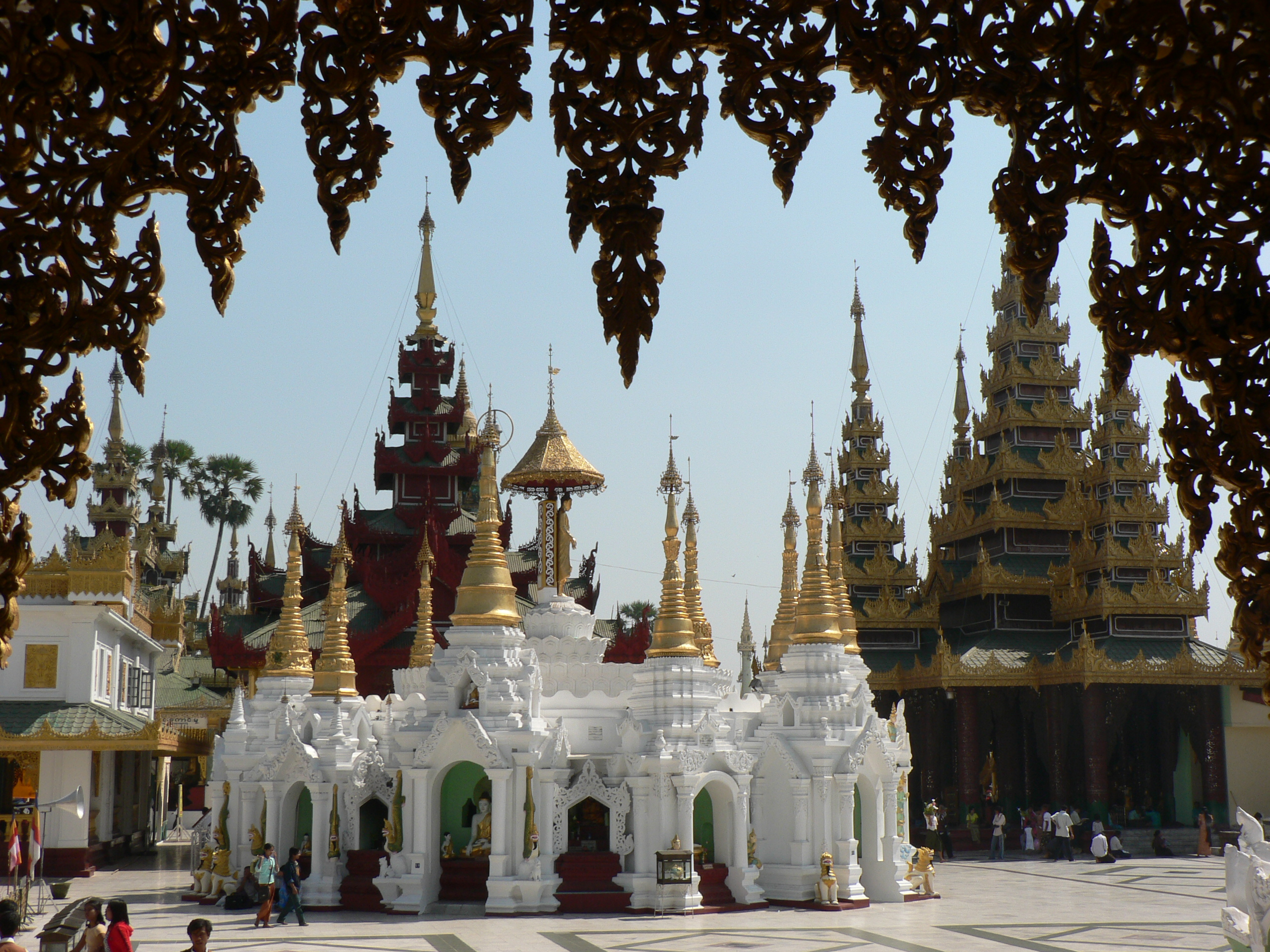
Zahllose Schreine

Vier überdachte Eingänge (mouk) führen über lange Treppenfluchten zur Shwedagon-Pagode hinauf. Der östliche und der südliche Eingang (der Haupteingang) führen an langen Reihen von Händlern vorbei, die Bücher, Glücksbringer, Buddha-Statuen und Bilder, Kerzen, Blumen, Räucherstäbchen, Blattgold und andere Opfergaben, Gebetsfahnen und -fähnchen und Schirme verkaufen. Am südlichen und nördlichen Eingang gibt es jetzt auch Aufzüge, die zur Pagode hinaufführen. Der östliche Eingang ist der traditionellste und führt an alten Klöstern (kyaung) vorbei. Die 60.000 Quadratmeter große Plattform besteht aus Marmorplatten.
Am oberen Ende des südlichen Aufgangs stehen zwei neun Meter große chinthe (mythische Wächterfiguren, halb Löwe, halb Drache). Der Hügel, auf dem die Shwedagon-Pagode steht, liegt 58 Meter über dem Meeresspiegel, die Tempelanlage bedeckt mehr als fünf Hektar. Bevor die Briten Burma eroberten, befanden sich rund um die Pagode Befestigungswälle, die von den Briten ausgebaut und mit Kanonen bestückt wurden – noch heute kann man die Geschützstände (ohne Kanonen) erkennen.
Der Hauptstupa erhebt sich 6,4 Meter auf einer quadratischen Plattform und ist umgeben von 60 kleineren Stupas und vier größeren an den Querseiten direkt gegenüber den Eingängen, die die vier Himmelsrichtungen markieren. Von dieser Ebene aus erhebt sich der Chedi zuerst 30 Meter in drei quadratischen, dann in achteckigen Terrassen, die in fünf runde Terrassen übergehen (ein traditionelles burmesisches Bauelement, das den Übergang von einer quadratischen zu einer runden Form ermöglicht). Darüber ragt der obere Teil des Chedi in Glockenform auf. Er ist mit 16 Blumen verziert und geht in eine umgekehrte Schale über (einem anderen traditionellen burmesischen Bauelement). Daran schließt sich die Lotusblüte an, bestehend aus einer Reihe von nach unten zeigenden und darüber einer Reihe nach oben zeigenden Lotosblüten. Die darauf aufbauende Bananenblüte ist der oberste Teil des Chedi, auf den die Spitze, der Hti, montiert ist. Lotusblüte und Bananenblüte sind mit 13.153 Goldplatten gedeckt, während der restliche Teil des Chedi mit Blattgold belegt ist. Das Gewicht der Goldplatten wird auf 60 Tonnen geschätzt, an der Spitze befindet sich ein 76-karätiger Diamant.
Ihr zehn Meter hoher und siebenstöckiger Hti besteht aus Eisen und ist mit sieben vergoldeten Ringen verziert. Er wiegt über eine Tonne. Daran schließt sich eine Wetterfahne an, die sich im Wind bewegt und mit tausenden Diamanten, Rubinen und Saphiren verziert ist (unter anderem mit 1100 Diamanten im Gewicht von 278 Karat). Am obersten Teil des Hti befinden sich 4351 Diamanten mit 1800 Karat Gewicht, an der obersten Spitze befindet sich ein 76-karätiger Diamant, der im Sonnenlicht glitzert.
Der zentrale Chedi ist nur ein Teil von zahlreichen Gebäuden auf dem Shwedagon-Hügel. Er ist umgeben von zahlreichen kleinen und größeren Tempeln, Chedis und Stupas und Hunderten von stehenden, sitzenden und liegenden Buddhafiguren.
Gegenüber dem südlichen Eingang befindet sich der Schrein des Konagamana, des zweiten Buddha. Hier stehen die ältesten Buddha-Statuen der Shwedagon. Auf beiden Seiten des Tempels befinden sich zwei Buddha-Figuren, denen ein Wochentag, ein Planet und ein Tier zugeordnet sind (jeder Burmese verehrt den Buddha, der dem Wochentag entspricht, an dem er geboren wurde). Diese Buddha-Figuren werden von den Gläubigen als Opfergabe mit Wasser übergossen. An den vier Ecken des Zentralchedi befinden sich mythische Figuren, die aus einem doppelten Löwenkörper mit menschlichen Gesichtern bestehen. Daneben befindet sich der Pavillon der 28 vorhergegangenen Buddhas mit 28 Buddhafiguren. In der südöstlichen Ecke befinden sich Inschriften in vier Sprachen, die an die Studentenrevolte von 1920 gegen die Briten erinnern.
An der östlichen Seite befindet sich die Gebetshalle mit Figuren von Mai Lamu und des Nat-Königs, den Eltern des Königs Okkalapa, des Gründers der Shwedagon. Ein paar Schritte dahinter befindet sich die Andachtshalle mit dem liegenden Buddha. Da der Kopf nach Norden zeigt, symbolisiert die Figur den Eintritt ins Nirwana.
In Richtung Nordaufgang steht die Pagode der acht Wochentage, die acht Buddhastatuen und Tierplastiken enthält, die den Planeten, Tieren und Wochentagen zugeordnet sind. Dahinter befindet sich in einem weiteren Gebäude die Maha-Ganda-Glocke aus Bronze. Die Briten wollten diese Glocke nach England bringen, doch das Boot kenterte und die Glocke versank. Alle Bergungsversuche scheiterten. Erst als den Burmesen zugesagt wurde, dass die Glocke in Burma bleiben sollte, hoben sie die Glocke mit Hilfe von Bambusstangen, die sie unter die Glocke schoben.
Gegenüber dem Nordaufgang befindet sich der Buddha-Gotama-Tempel und der Zazaung mit einem symbolischen Fußabdruck Buddhas, der von einer Nagaschlange bewacht wird. Weiter hinten befindet sich ein weiterer größerer Stupa, die Naungdawgyi-Pagode, die goldene ältere, die genau auf der Stelle errichtet wurde, an der die acht Haare Buddhas ursprünglich verehrt wurden. In der Nähe hängt die Maha-Tissada-Glocke, mit 40 Tonnen die schwerste Glocke der Pagode.
In der südwestlichen Ecke des Geländes befindet sich der für jeden Buddhisten heilige Bodhibaum, unter dem Buddha erleuchtet wurde.
In allen acht Himmelsrichtungen befinden sich Schreine, die den Planeten, Wochentagen, Sternzeichen und auch bestimmten Eigenschaften zugeordnet sind.

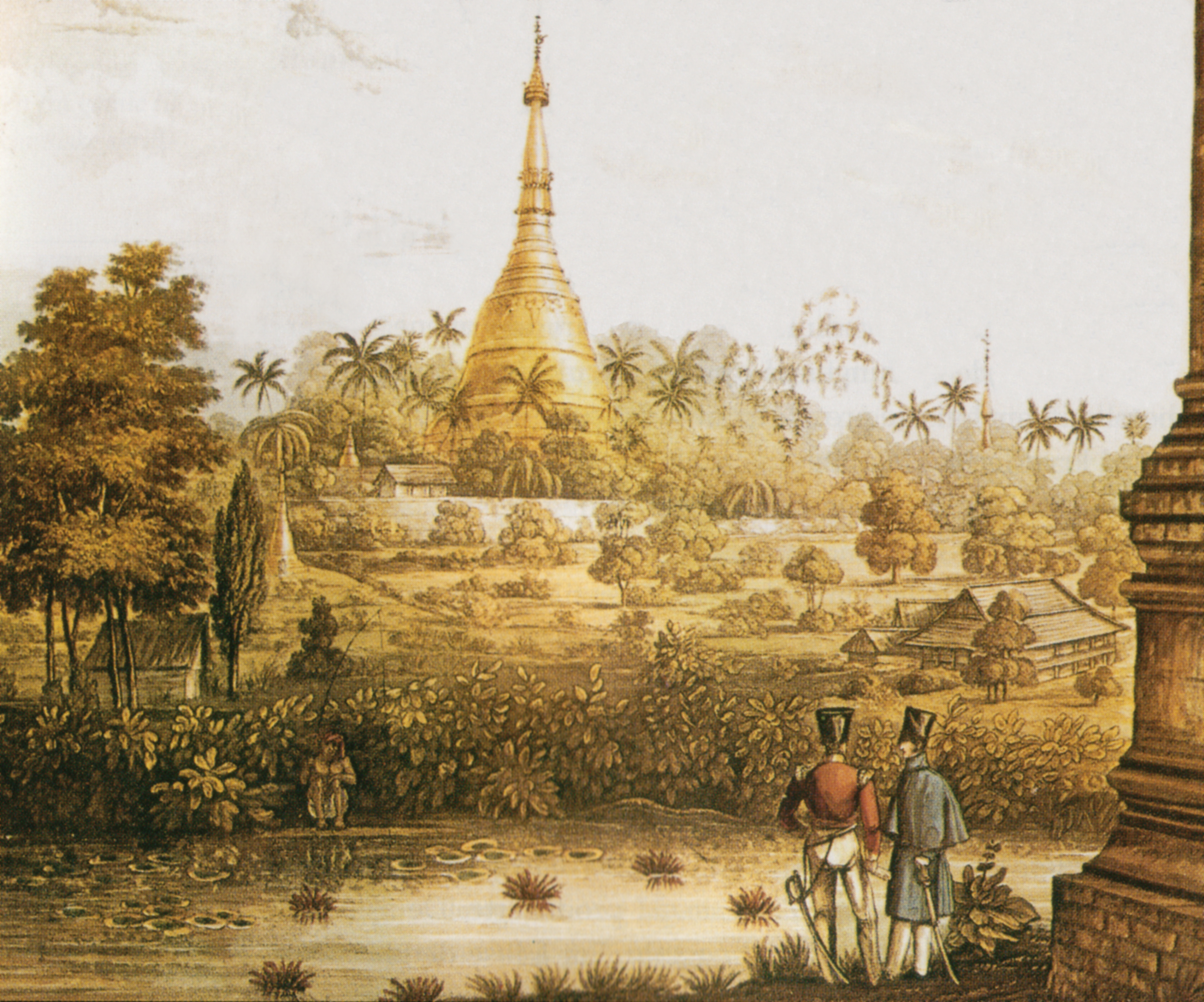
Lithographie von 1825
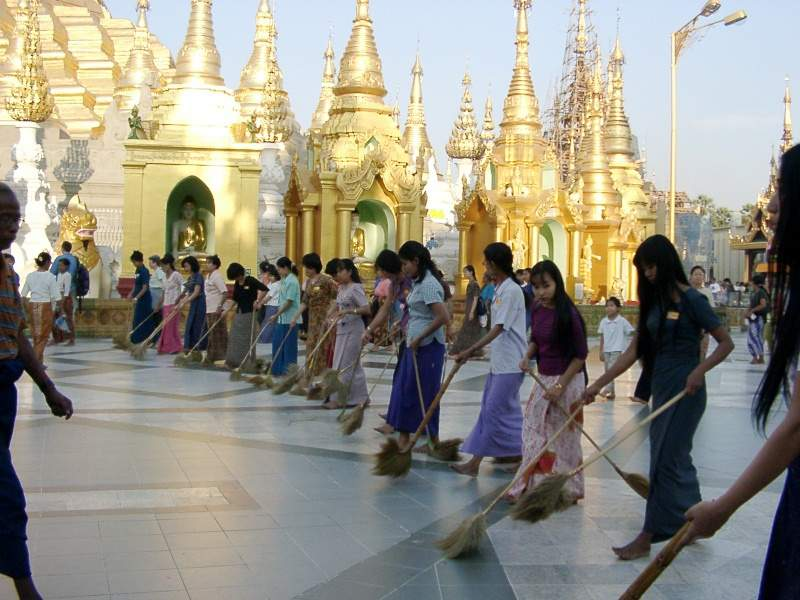
Tägliche Reinigung durch Gläubige
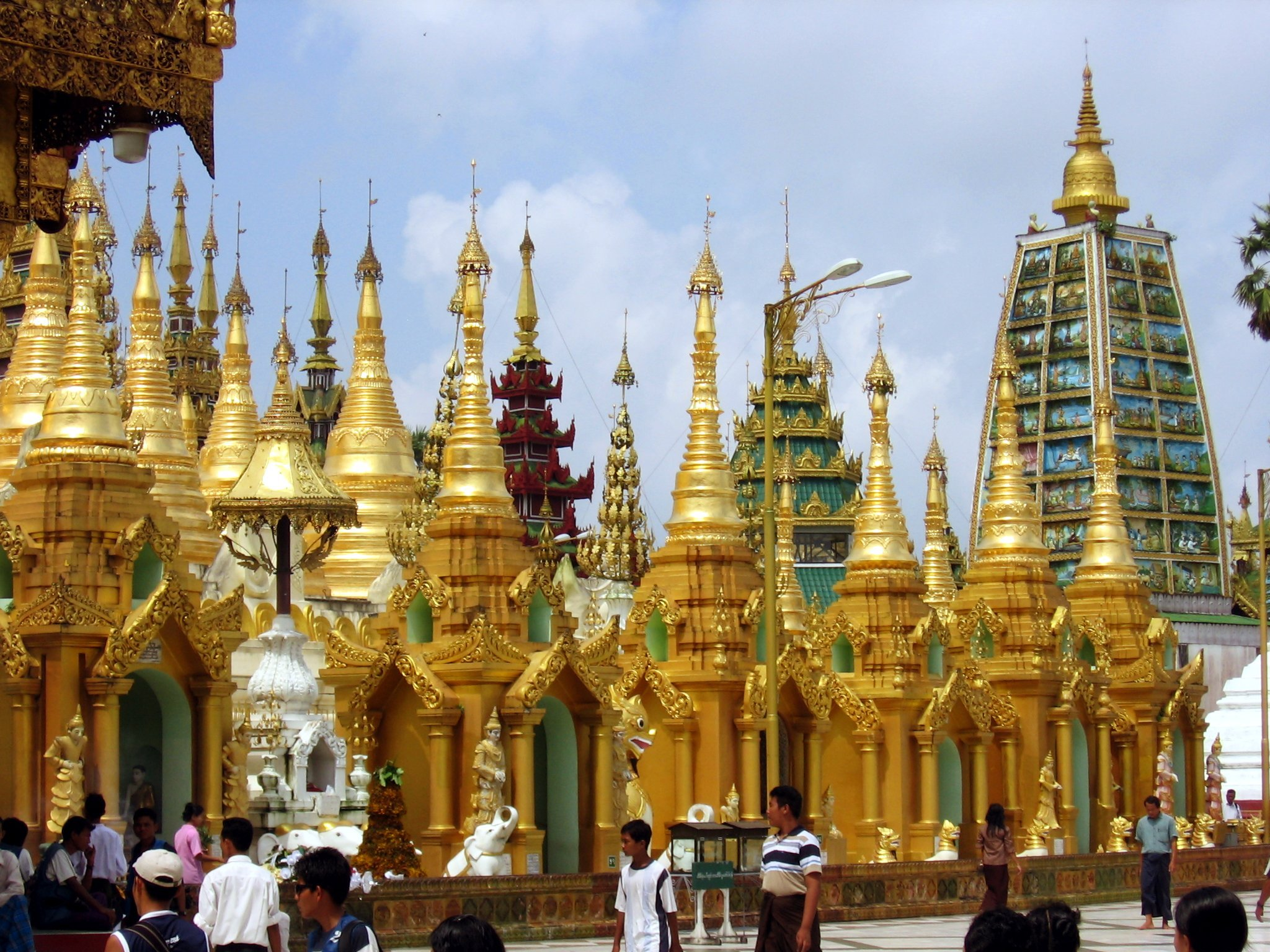
Rechts eine Nachbildung des Mahabodhi-Tempels
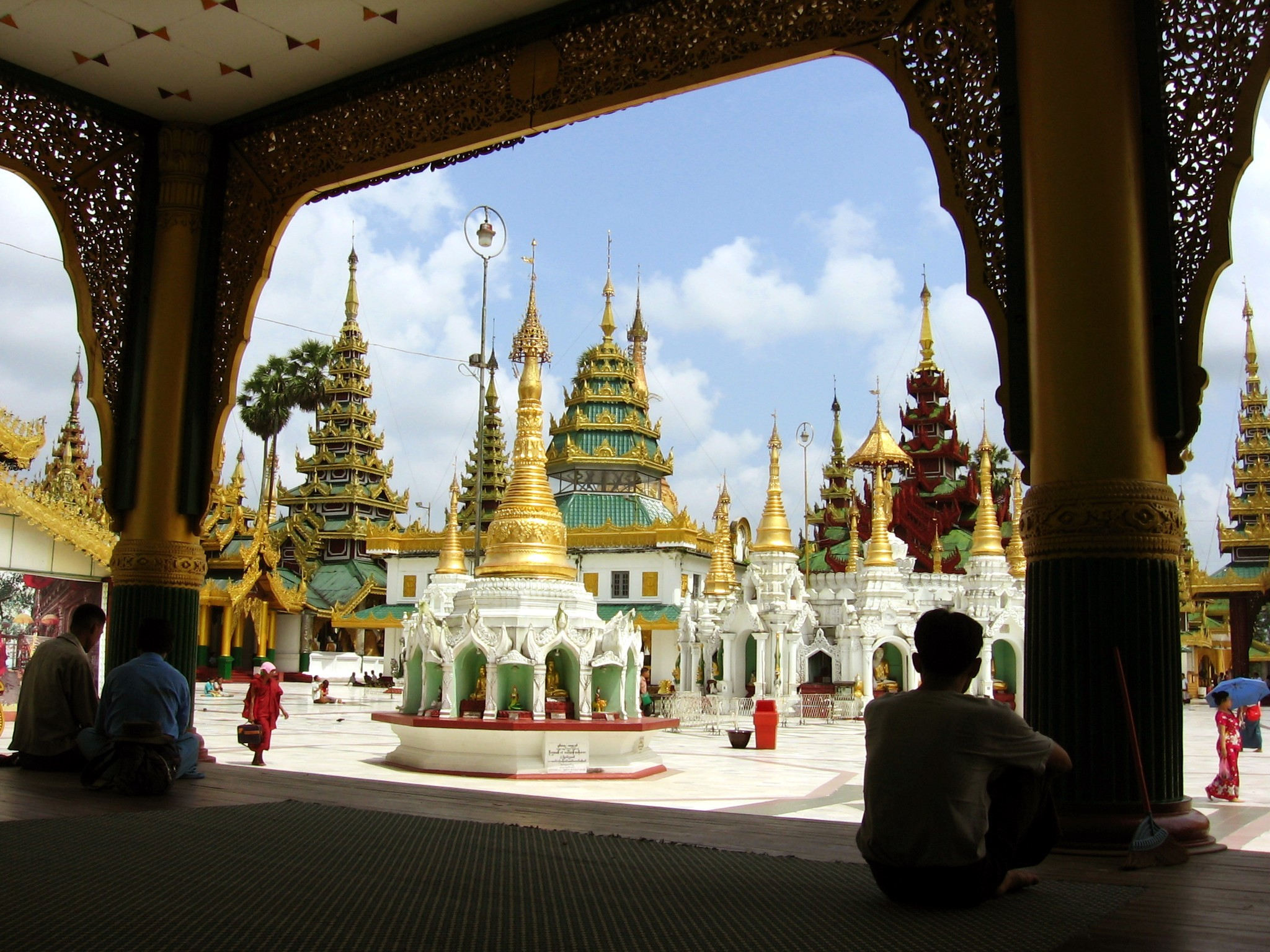
Blick auf die vielen einzelnen Schreine